# Euryte robusta
Euryte robusta är en kräftdjursart. Euryte robusta ingår i släktet Euryte, och familjen Cyclopidae. Arten har ej påträffats i Sverige.